# Marie-Félix Blanc
Pour les articles homonymes, voir Blanc (homonymie).
Marie-Félix Blanc, princesse Bonaparte, est née le 22 décembre 1859 à Paris et morte le 1er août 1882 à Saint-Cloud, en France. Épouse de Roland Bonaparte, elle est l'une des héritières du richissime François Blanc, fondateur du casino de Monte-Carlo et de la Société des bains de mer de Monaco. Elle est également la mère de la princesse et psychanalyste Marie Bonaparte.

## Famille
Marie-Félix Blanc est la benjamine de l'homme d'affaires François Blanc (1806-1877), fondateur du casino de Monte-Carlo et de la Société des bains de mer de Monaco, et de sa seconde épouse Marie Hensel (1833-1881). 
Marie-Félix a une sœur, Louise (1854-1911), qui épousera le prince polonais Constantin Radziwill (1850-1920) ; un frère, l'homme politique Edmond Blanc (1856-1920) ; et deux demi-frères, les hommes d'affaires Camille (1847-1927) et Charles Blanc (1848-1872).
Le 18 novembre 1880, Marie-Félix épouse, à Paris, Roland Bonaparte, fils du prince Pierre-Napoléon Bonaparte (1815-1881) et de sa femme Justine-Éléonore Ruflin (1832-1905). De ce mariage naît une fille unique :
- Marie Bonaparte (1882-1962), princesse Bonaparte, qui épouse Georges de Grèce (1869-1957), prince de Grèce et de Danemark. D'où deux enfants, Pierre (1908-1980) et Eugénie de Grèce (1910-1988).

## Biographie
Dernière enfant de l'homme d'affaires François Blanc et de sa seconde épouse, Marie Hensel, Marie-Félix serait, selon certaines rumeurs, née d'une relation adultérine entre sa mère et le comte Antoine Bertora, qui était par ailleurs son parrain. Orpheline de père à l'âge de 18 ans, elle hérite d'une immense fortune, qui s'élève à 8 400 000 francs en valeurs diverses, plus 6 082 566,81 francs en nue-propriété sur l'usufruit de sa mère.
Malgré les réticences de sa mère, Marie-Félix épouse, le 17 novembre 1880, à l'église Saint-Roch de Paris, le prince Roland Bonaparte. Après un dîner donné chez Mme Blanc, le couple doit se rendre en voyage de noces au château d'Ermenonville, mais le prince décide finalement d'enlever son épouse et de la conduire dans sa demeure, à Saint-Cloud. Isolée à la campagne et coupée de sa famille, Marie-Félix est par ailleurs placée sous la coupe de sa belle-mère, Justine-Éléonore Ruflin, qui la méprise à cause de sa piété et de ses habitudes de petite fille surprotégée. Négligée par son époux, qui se moque de son goût pour la poésie et la musique, elle n'a pour compagnons que des chats et des canards, qu'elle est autorisée à garder dans leur résidence.
À la mort de Marie Hensel-Blanc, en 1881, Roland Bonaparte oblige son épouse à renoncer à l'héritage de sa mère, car il sait que cette dernière ne laisse, derrière elle, que des dettes. Ce faisant, le couple se brouille avec la famille Blanc et Marie-Félix se retrouve encore plus isolée qu'auparavant. Or, à l'époque, la jeune femme est déjà atteinte de tuberculose, ce dont elle n'a pas conscience. Pour s'assurer de conserver sa fortune, Roland Bonaparte et Justine-Éléonore Ruflin la confortent dans son désir de maternité. Une fois tombée enceinte, ils la poussent à écrire un testament en faveur de son époux, au cas où il lui arriverait quelque-chose . 
Le 2 juillet 1882, Marie-Félix accouche d'une petite-fille, prénommé Marie. L'un des poumons de la parturiente étant déjà détruit par la maladie, la venue au monde de l'enfant se déroule difficilement et le médecin doit employer les fers pendant la délivrance. Par la suite, il doit par ailleurs ranimer le bébé, qui a manqué d'oxygène durant l'accouchement. Une fois ces opérations réalisées, la mère et l'enfant se rétablissent et Marie-Félix éprouve, durant quatre courtes semaines, les plaisirs liés à la maternité. 
Une fois remise sur pieds, Marie-Félix reçoit la visite, le 1er août 1882, de son frère Edmond Blanc, pour lequel elle éprouve une grande affection. Cependant, le soir même, elle est victime d'une embolie, qui l'emporte en quelques minutes. À l'annonce de cette nouvelle, sa belle-mère s'écrie : « En a-t-il de la chance, Roland ! À présent toute la fortune est à lui ! ».

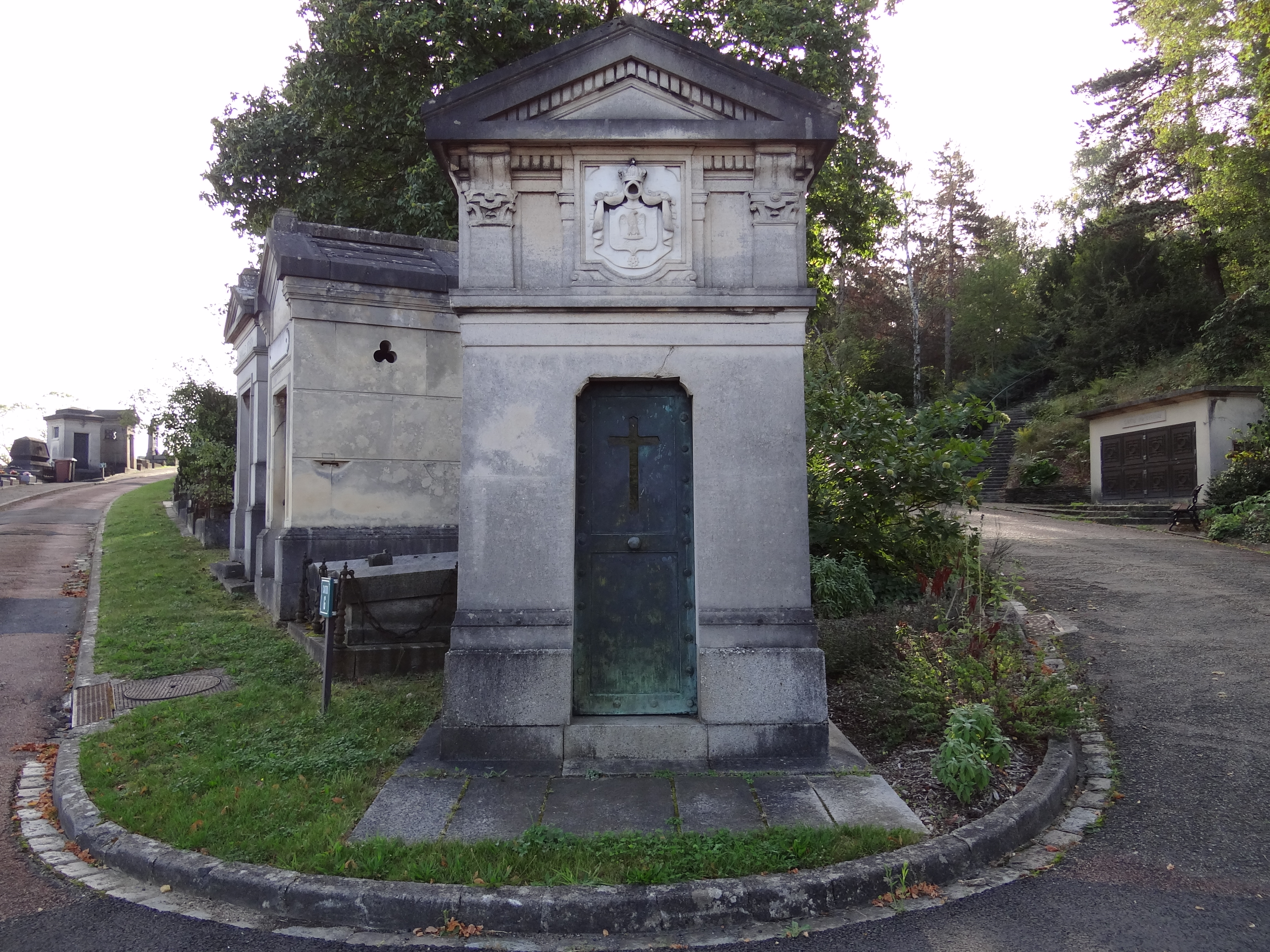
La chapelle où est inhumée Marie-Félix Blanc au cimetière des Gonards à Versailles (Yvelines).

Marie-Félix Blanc est enterrée à Versailles, au cimetière des Gonards. La dépouille de son mari l'y rejoint en 1924.